# 比爾·門勒德茲
比爾·門勒德茲（英語：Bill Melendez，1916年11月5日—2008年10月2日），墨西哥裔美國人，是一名著名動畫師、電影監製及配音員。門勒德茲出生於墨西哥西北部城市埃莫西約，於美國的道格拉斯讀書，學院修讀於喬伊納德藝術學院(即後來的加州藝術學院。門勒德茲早年曾在迪士尼工作，1941年參與罷工後離開，後來輾轉加入了美國聯合製作，又曾經在華納兄弟旗下繪畫賓尼兔等動畫，最令人印象深刻的是，由於門勒德茲與花生漫畫的作者查爾斯·舒茲熟稔，因此獲邀替史奴比和糊塗塌客配音。2008年，91歲的門勒德茲在加洲一間醫院中去世。